# Gillian Carleton
Gillian Carleton (ur. 3 grudnia 1989 w Scarborough) – kanadyjska kolarka torowa, brązowa medalistka olimpijska oraz dwukrotna medalistka mistrzostw świata.

## Kariera
Pierwszy sukces Carleton osiągnęła w 2011 roku, kiedy zdobyła srebrny medal mistrzostw Kanady w sprincie indywidualnym. Podczas rozgrywanych rok później mistrzostw świata w Melbourne wspólnie z Tarą Whitten i Jasmin Glaesser wywalczyła brązowy medal w wyścigu drużynowym na dochodzenie. W 2012 roku brała także udział w igrzyskach olimpijskich w Londynie, reprezentantki Kanady w składzie z MŚ w Melbourne zdobyły drużynowo brązowy medal. Kolejny sukces osiągnęła podczas mistrzostw świata w Mińsku w 2013 roku, gdzie razem z Jasmin Glaesser i Laurą Brown ponownie zajęła trzecie miejsce w wyścigu drużynowym na dochodzenie.